# Meta Abegg
Meta Abegg, verheiratete Meta von Heygendorff (* 16. April 1810 in Elbing; † 23. Mai 1835 in Dresden), war eine deutsche Pianistin. Ihr Name inspirierte den Komponisten Robert Schumann zu seinem ersten veröffentlichten Werk, den Abegg-Variationen.

## Leben
Meta Abegg wurde 1810 im damals westpreußischen Elbing geboren. Ihre Eltern waren der Kaufmann und Stadtrat Daniel Jacob Abegg (1774–1834) und dessen Frau Lisette Abegg (1781–1872), die teils auch Elisabeth genannt wurde und den Nachnamen Abegg von Geburt an trug – sie war eine Cousine ersten Grades von Daniel Jacob Abegg. Die Eltern zogen mit der Tochter Meta in den 1820er Jahren nach Mannheim, wo Daniel Jacob Abegg eine hohe Beamtenstelle erhielt.
Meta Abegg wuchs in Mannheim zur jungen Frau heran. Sie zeichnete sich als gute Pianistin aus. Der aus Mannheim stammende Pianist und Komponist Johann Peter Pixis (1788–1874) widmete ihr 1831 seine Fantaisie sur la Tyrolienne de Guillaume Tell (Op. 113), die Variation eines Themas aus der Rossini-Oper.

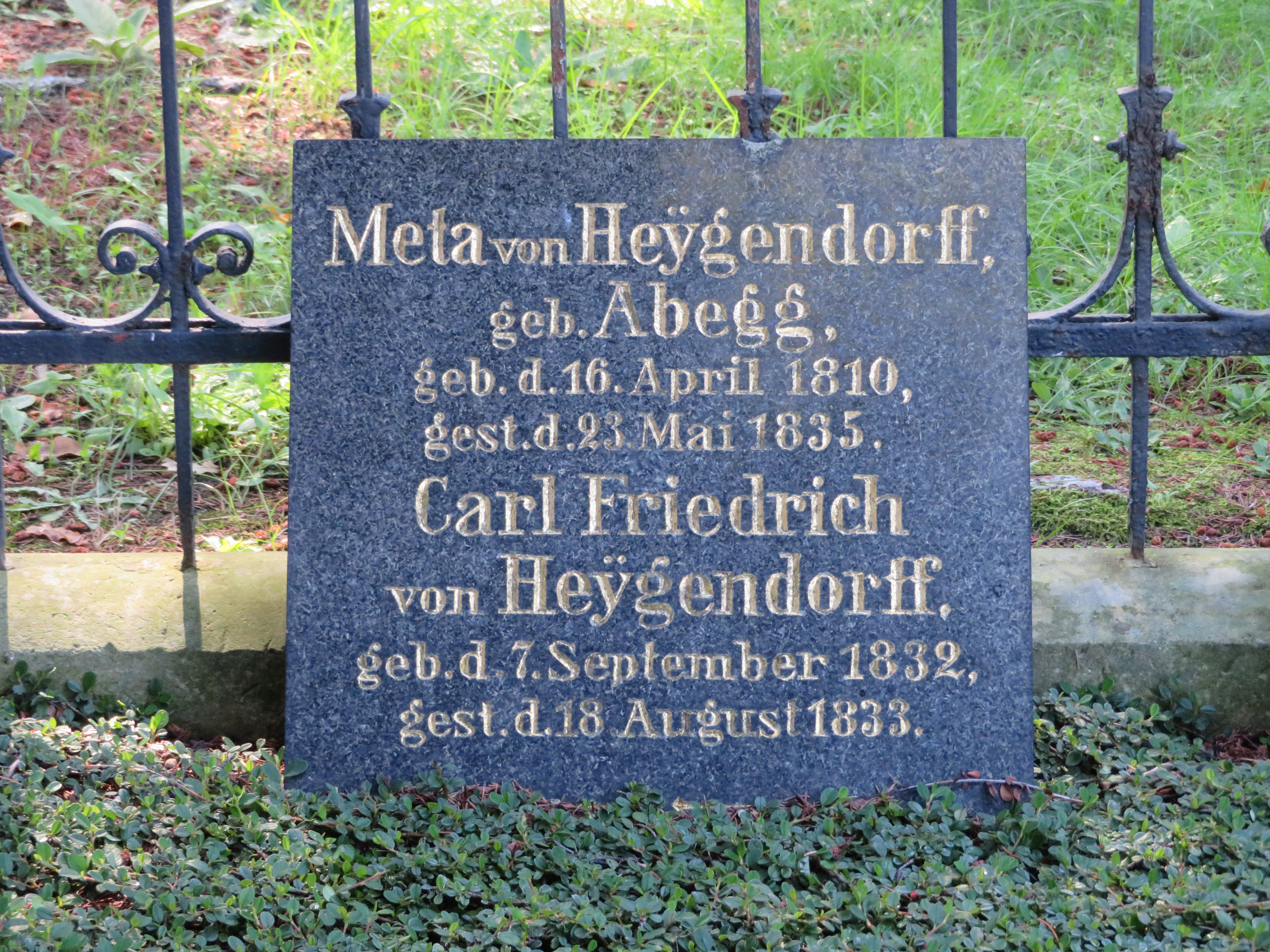
Gedenkstein für Meta von Heygendorff, geb. Abegg, und ihren ältesten Sohn Carl Friedrich, der noch vor ihr starb, auf dem Trinitatisfriedhof in Dresden

Am 1. Juni 1831 heiratete Meta Abegg in Mannheim den königlich sächsischen Offizier Karl von Heygendorff (1806–1895), einen außerehelichen Sohn des Großherzogs Carl August von Sachsen-Weimar-Eisenach und der Schauspielerin Karoline Jagemann. Fortan lebte sie als erste von dessen drei Gattinnen gemeinsam mit ihm in Dresden und führte den Ehenamen Meta von Heygendorff.
In den knapp vier Ehejahren bis zu ihrem frühen Tod im Alter von 25 Jahren brachte sie drei Kinder zur Welt. Das erste Kind, der Sohn Carl Friedrich, starb schon ein Jahr nach seiner Geburt. Im Familiengrab von Heygendorff auf dem Trinitatisfriedhof erinnert ein gemeinsamer Gedenkstein an sie und den früh verstorbenen Sohn Carl Friedrich.

## Verwandtschaft und Nachkommen
Zum Zeitpunkt von Meta Abeggs Geburt war ihre einzige Schwester Lisette (1800–1807) bereits nicht mehr am Leben. Der Königsberger Polizeipräsident und Politiker Bruno Abegg (1803–1848) war ein Cousin ersten Grades von Meta Abegg, der Danziger Gynäkologe Heinrich Abegg (1826–1900) ein Cousin dritten Grades. Gemeinsamer Stammvater dieser Familienzweige war Johann Jacob Abegg (1685–1744), ein Pfarrer aus dem schweizerischen Wiedikon.
Ihre drei Kinder waren Carl Friedrich (1832–1833), August Bernhard (1834–1916) sowie Alfred Bernhard von Heygendorff (1835–1914). Die beiden Söhne, die das Erwachsenenalter erreichten, dienten wie ihr Vater als Berufsoffiziere in der Sächsischen Armee. Zu August Bernhard von Heygendorffs Enkeln und somit zu Meta Abeggs Urenkeln zählt Ralph von Heygendorff (1897–1953), Generalleutnant der Wehrmacht im Zweiten Weltkrieg. 

## Schumanns Abegg-Variationen
Der Komponist Robert Schumann (1810–1856), der 1829/30 im nahen Heidelberg studierte, lernte die gleichaltrige Meta Abegg auf einem Ball in Mannheim kennen. Ob es sich um eine flüchtige Bekanntschaft oder eine Romanze handelte oder ob ein Freund Schumanns sie verehrte, war Gegenstand von Spekulationen – Schumann hinterließ darüber keinerlei Auskünfte. Jedenfalls inspirierte ihn der Nachname Abegg zur Komposition der Abegg-Variationen, in denen er ein Motiv aus den Tönen a-b-e-g-g verarbeitete. Wie bei dem Motiv B-A-C-H handelt es sich um ein klassisches Beispiel für ein musikalisches Motiv aus Tonbuchstaben. Die 1831 als Thème sur le nom Abegg varié pour le pianoforte publizierte Klavierkomposition war die erste Veröffentlichung Schumanns (op. 1).
Schumann widmete das Werk nicht Meta Abegg, sondern einer „Mademoiselle Pauline Comtesse d’Abegg“ – allerdings gab es kein Adelsgeschlecht und somit auch keine Gräfin („Comtesse“) namens Abegg. In einem Brief an einen Freund gab Schumann selbst zu, dass es sich bei ihrem Namen um „eine Mystification“ handele. Als den Geburtstag der Gräfin erfand er den 18. November. Der japanische Musikwissenschaftler und Schumann-Experte Akio Mayeda sieht Anhaltspunkte dafür, dass die Abegg-Variationen auf ein studentisches Treffen Schumanns mit einem der Söhne des Heidelberger Theologie-Professors Johann Friedrich Abegg im Jahr 1830 zurückgehen. Denn sowohl August (1805–1849) als auch Otto Abegg (1808–1881), zwei Cousins zweiten Grades von Meta Abeggs Vater, studierten zu dieser Zeit in Heidelberg und könnten damit ebenso die Namensgebung beeinflusst haben.
Das Abegg Trio, ein von 1976 bis 2017 bestehendes Klaviertrio, ehrte mit seinem Namen Robert Schumann als den Komponisten der Abegg-Variationen.